# ギルト
ギルト（Guiltt、1998年2月9日 - ）は、日本のヴィジュアル系ロックバンド。シークレットライブでは魍魎と名乗る。

## 概要
1998年2月に東京で活動始動。その後全国区で活動を展開。奇抜なヴィジュアル、過激なステージで人気を博した。
ファンの中からギルトファンをヒルカと呼ぶ傾向が生まれ、それ以後メンバーもファンのことをヒルカと呼ぶようになった。公式サイトのヒルカハウスから由来したと推測される。
多くのファンや音楽関係者に支持されるが、2000年3月22日に渋谷ON AIR WESTのワンマンライブのチケットが完売し無期限活動休止。デモテープ1本のみの販売で渋谷ON AIR WESTのチケットを完売させたことが当時話題になった。活動を休止した現在でも動員記録が破られていないライブハウスがある。

## 経歴
- 1998年2月、ギルト活動始動。
- 1998年2月9日、初ライブ(池袋CYBER)
- 1998年10月9日、テレビ朝日系「パパパパパフィー」へ出演
- 1998年10月30日、後楽園ジオポリスで開催されたハロウィンフェスタ出演
- 1998年12月5日、高田馬場AREAにてMitre Cureとツーマンライブ
- 1998年12月21日、川崎CLUB CITTA出演
- 1999年4月～、全国TOUR"狂演劇薬破戒"(全国8ヶ所8公演)
- 1999年4月12日、魍魎にて初ライブ(シークレット)
- 1999年5月1日、FMラジオ局NACK5出演
- 1999年5月2日、FMラジオ局NACK5コスプレイベントにゲストライブ出演
- 1999年5月4日、池袋サイバー ワンマンショウ「百番目の黒い羊」(SOLD OUT)
- 1999年5月5日、MF-TV「Jee Jee Trap」出演
- 1999年5月～、全国TOUR(全国7ヶ所7公演)
- 1999年5月9日、デモテープ「elm」発売。(現在入手不可能)
ジャケット3種類　
  1. 5月4日ワンマンバージョン
  2. 店頭販売バージョン
  3. ヒルカハウス通販バージョン
- 1999年7月～、全国TOUR(全国7ヶ所7公演)
- 1999年7月30日、名古屋ボトムライン出演
- 1999年8月～、全国TOUR(全国8ヶ所8公演)
- 1999年8月13日、埼玉会館ホール出演
- 1999年9月～、全国TOUR(全国9ヶ所9公演)
- 1999年10月8日、目黒鹿鳴館 ワンマンショウ 「道化師の朝の唄」(SOLD OUT)
- 1999年10月9日、魍魎にてシークレットLIVE出演
- 1999年12月31日、池袋サイバーのカウントダウンライブにて無期活動休止を発表
- 2000年3月22日、渋谷ON AIR WEST ワンマンショウ 「架空の子供達」(SOLD OUT)
- 2004年6月30日、「魍魎」と言うセッション名で一日復活ライブ(シークレット出演)「neobl･･･」「キュア」「道化師の朝の唄」「elm」を演奏
- 2009年1月28日、ベストアルバム『百番目の黒い羊』発売。
- 2009年2月1日、アルバム発売記念フィルムギグ＆握手会(ZEALLINK)

## メンバー

### 春日～かすが～
唄担当、

誕生日は10月27日、血液型A型、愛知県蒲郡出身。
大の酒好き(Hennessy)。煙草はセブンスターメンソール
J(S)WとCOCCOに影響を受ける。香水はエゴイスト。コーヒーはポッカ。
ギルトで一番好きな曲は「f」

### ナタ
ギター、コーラス担当。誕生日は10月4日、血液型AB型、兵庫県神戸市出身。
バンドリーダー。
煙草は吸わない。
ギルトで一番好きな曲は「毒十字」

格闘家の牧野智昭。
2006年プロデビュー。
2009年日本チャンピオンを経て、
2011年WBKF世界スーパーウェルター級チャンピオンになる。
同年、有明コロシアムにてK-1王者ブアカーオ・ポー.プラムックと対戦した。

### エイリ
ベース担当。誕生日は12月7日、血液型A型、山梨県出身。
読書家。煙草はハイライト
長渕剛ファン。
ギルトで一番好きな曲は「第三の扉」

### シュウネ
ドラム担当。誕生日は2月18日、血液型AB型、静岡県出身。
愛煙家。煙草はマールボロ（赤）
ギルトで好きな曲は「neobl...」

## ディスコグラフィ

### デモテープ
| 1999年5月4日 | elm | 1.neo∞bl... 2.仮面の月 3.elm | ワンマンショウ「百番目の黒い羊」先行発売 限定300本を完売。 |
| 1999年5月9日 | elm | 1.neo∞bl... 2.仮面の月 3.elm | ヒルカハウス限定バージョン。                               |
| 1999年5月9日 | elm | 1.neo∞bl... 2.仮面の月 3.elm | 全国一斉発売。限定999本を予約日即完売。                    |

### CD
| 2009年1月28日 | 百番目の黒い羊 | 1.neobl･･･ 2.er-go 3.キュア 4.アザリエ 5.仮面ノ月 6.道化師の朝の唄 7.「第三の扉」 8.蛾 9.Eternal 10.サイアリカの華 11.elm 12.架空の子供達 | 全曲再録。新曲1曲を含めた全12曲。制作期間4年。無期活動休止から9年の時を経て発売された。 |

### 未発表曲
|  |  | 1.f 2.毒十字 |